# 小川隆 (SF)
小川 隆（おがわ たかし、1951年 - 2019年6月13日）は、日本のアメリカSF翻訳家、評論家、編集者。日本SF作家クラブ会員。翻訳学校ユニカレッジ講師。本名は、小林祥郎（こばやし・よしお）。

## 来歴
東京都出身。早稲田大学第一文学部仏文科を卒業後、編集者・翻訳家に。編集者として集英社で「集英社ワールドSF」を担当。1981年から英米SFの新作を紹介研究するファングループ「ぱらんてぃあ」を、主催（会員には山岸真、中原尚哉、内田昌之、尾之上俊彦、中野善夫らがいた）。
1985年にはファンジン『ぱらんてぃあ』でSFファンジン大賞を受賞。小林祥郎名義でのSFファン活動により、1992年柴野拓美賞を受賞。
1980年代に、サイバーパンクをはじめとする、アメリカSFの新しい潮流を日本に紹介した。ブルース・スターリング作品の翻訳をほとんど担当している。
ロックをはじめとしたアメリカン・ポップカルチャーに詳しく、それらとSF小説との関連をふまえた、紹介記事・評論等を執筆。晩年は、アメリカにおけるジャンル横断的な小説ムーブメントを「スプロール・フィクション」と名付け、「SFマガジン」に作品を紹介していた。
2012年には、自らが主宰するプロの翻訳家グループ〈26to50〉を立ち上げた。
2019年6月13日、心不全のため死去。67歳没。2020年、第40回日本SF大賞で会長賞を受賞した。

## 翻訳
- 『スター・ファイター』（A・D・フォスター、新潮社、新潮文庫） 1985
- 『暗殺者の惑星』（マイク・レズニック、新潮社、新潮文庫） 1985
- 『ヴァレンティーナ コンピュータ・ネットワークの女王』（J・ディレーニイ&M・スティーグラー、新潮社、新潮文庫） 1986
- 『ブラッド・ミュージック』（グレッグ・ベア、早川書房、ハヤカワ文庫SF） 1987
- 『戦時生活』（ルーシャス・シェパード 、新潮社、新潮文庫） 1989
- 『ジャガー・ハンター』（ルーシャス・シェパード、内田昌之共訳、新潮社、新潮文庫） 1991
- 『ブラッド・スポーツ』（ロバート・F・ジョーンズ、福武書店） 1991
- 『アラクネ』（リサ・メイスン、早川書房、ハヤカワ文庫SF） 1992
- 『フィリップ・K・ディックの世界 消える現実』（ポール・ウィリアムズ、大場正明共訳、ペヨトル工房） 1991
  - 新訳改題『フィリップ・K・ディックの世界』（河出書房新社） 2017
- 『ショック・ロック』（ジェフ・ゲルブ編、白石朗ほか共訳、扶桑社、扶桑社ミステリー） 1992
- 『ブルースに焦がれて』（ピート・ウェルディング&トビー・バイロン編著、大場正明共訳、大栄出版大栄教育システム出版部） 1993
- 『大潮の道』（マイクル・スワンウィック、早川書房、ハヤカワ文庫SF） 1993
- 『ボイド - 星の方舟』（フランク・ハーバート、小学館、地球人ライブラリー） 1995
- 『ずっと、人間のことばかり考えていた。』（コリン・ウィルソン、アスペクト） 1996
- 『グリンプス』（ルイス・シャイナー、東京創元社、創元SF文庫） 1997、ちくま文庫 2014
- 『ディスコ2000』（サラ・チャンピオン編、共訳、アーティストハウス） 1999
- 『プリンス オブ エジプト』（チャールズ・ソロモン、ニュートンプレス） 1999
- 『モテる男の生き方とモテないヤツのやり方』（マーク・パットン、集英社、集英社文庫） 2003
- 『『マトリックス』完全分析』（グレン・イェフェス編、共訳、扶桑社） 2003
- 『グリュフォンの卵』（マイクル・スワンウィック、金子浩・幹遥子ほか共訳、早川書房、ハヤカワ文庫SF） 2006
- 『世界の涯まで犬たちと』（アーサー・ブラッドフォード、角川書店） 2007
- 『スカーレット・ピンパーネル』（バロネス・オルツィ、集英社文庫） 2008

ブルース・スターリング作品
- 『スキズマトリックス』（ブルース・スターリング、早川書房・ハヤカワ文庫SF） 1987
- 『ミラーシェード』（ブルース・スターリング編、共訳、ハヤカワ文庫SF） 1988
- 『蝉の女王』（ブルース・スターリング、ハヤカワ文庫SF） 1989
- 『ネットの中の島々』上・下（ブルース・スターリング、ハヤカワ文庫SF） 1990
- 『ホーリー・ファイアー』（ブルース・スターリング、アスペクト） 1998
- 『タクラマカン』（ブルース・スターリング、大森望共訳、ハヤカワ文庫SF） 2001
- 『塵クジラの海』（ブルース・スターリング、ハヤカワ文庫FT） 2004

「イルミナティ」シリーズ
- 『イルミナティ1 ピラミッドからのぞく目』上・下（ロバート・シェイ&ロバート・A・ウィルスン、集英社文庫） 2007
- 『イルミナティ2 黄金の林檎』（ロバート・シェイ&ロバート・A・ウィルスン、集英社文庫） 2007
- 『イルミナティ3 リヴァイアサン襲来』（ロバート・シェイ&ロバート・A・ウィルスン、集英社文庫） 2007

「ブックマン秘史」シリーズ
- 『革命の倫敦(ロンドン)　ブックマン秘史1』（ラヴィ・ティドハー、ハヤカワ文庫SF）2013
- 『影のミレディ　ブックマン秘史2』（ラヴィ・ティドハー、ハヤカワ文庫SF） 2013
- 『終末のグレイト・ゲーム　ブックマン秘史3』（ラヴィ・ティドハー、ハヤカワ文庫SF） 2014

## 編著
- 『80年代SF傑作選』上・下（山岸真共編、早川書房、ハヤカワ文庫SF） 1992